# Permanence de l'objet
En psychologie du développement, la permanence de l’objet est la connaissance par l’enfant que les objets qui l’entourent existent à l’extérieur de lui, mais aussi et surtout qu’ils continuent d’exister, même s’il ne les perçoit pas via l’un de ses sens.

## Histoire du concept
Jean Piaget est le théoricien et psychologue qui observa systématiquement ce phénomène. D'après ses observations, il pensait que l’enfant acquiert la permanence de l’objet entre 8 et 12 mois, pendant le stade de développement dit sensori-moteur.
De nouvelles méthodes d'observation, comme la transgression des attentes élaboré par Renée Baillargeon dans les années 1980, ont suggéré que la permanence de l'objet est plus précoce. Des nourrissons d’environ 5 mois ont des attentes face aux objets quand on observe systématiquement leurs regards. Cette méthode reste controversée.

## Étapes de l'acquisition (durant le stade sensori-moteur)
Le modèle de Jean Piaget décrit ainsi les changements dans le concept de permanence de l'objet chez le nourrisson : 
- 0-1 mois : stade des réflexes : aucune réaction à la suite de la disparition de l’objet.
- 2-4 mois : stade des réactions circulaires primaires : manifestation d’émotions (pleurs, cris, tend les bras…)
- 4-8 mois : stade des réactions circulaires secondaires : début de l’action sur les objets et les personnes qui l’entourent (expérimentation active), permanence de l’objet partielle, capacité de trouver un objet qui est partiellement caché
- 8-12 mois : stade de coordination de schèmes secondaires : permanence de l’objet de plus en plus acquise, l’enfant sera capable de trouver un objet entièrement caché, mais il ne peut comprendre qu’un objet se déplace même si on le déplace devant lui
- 12-18 mois : stade de réactions circulaires tertiaires: permanence de l’objet avec déplacement visible
- 18-24 mois : stade de combinaisons mentales, et de représentations : acquisition définitive de la permanence de l’objet, compréhension des déplacements visibles et invisibles.

Il est clair que les apports de Piaget en psychologie du développement sont primordiaux et essentiels cependant son modèle très linéaire appelé « modèle de l'escalier » (cf. les différents stades de Piaget) a été remis en question par certains auteurs.
Une série de recherches effectuées par Baillargeon (voir Lecuyer, 2004) a démontré un effet développemental dans les attentes des nourrissons. De plus, ces recherches ont élaboré un modèle d’enseignement de la permanence de l’objet qui permet d’augmenter les performances des nourrissons et des enfants. Renée Baillargeon (en) et ses collaborateurs, dans une expérience de 1987, remettent en question l'âge de la permanence de l'objet selon Piaget : elle conclut à partir de ses observations expérimentales que le nourrisson aurait acquis cette permanence de l'objet dès l'âge de 5 mois.

## Chez les animaux
Le chat domestique dispose de la permanence de l'objet,.